# MIMI (アルバム)
『MIMI』(The Emancipation Of MIMI)は、2005年に発売されたマライア・キャリーの10枚目のスタジオ・アルバム。

## 解説
2000年代以降続いていた低迷期の中で発表された本作は、前作『チャームブレスレット』までの囁くような歌い方に加え、90年代のような張りのあるヴォーカルと、低音から高音まで自由自在に操る本来の歌唱力を取り戻し、The Return of the Voiceと言われるほどの完全復活を遂げた。
全米アルバムチャートでは初登場1位を獲得、返り咲き1位を含め、22週間トップ5内にとどまった。その後も、再度トップ5に返り咲くまで、31週間トップ20にランクインするというロングヒットを記録し、チャートには通算74週入った。
売り上げはアメリカだけで約600万枚、全世界では約1,000万枚を超えるダイヤモンド・アルバムとなり、2005年の全米年間アルバムチャート1位を獲得した。
イギリスでも最高位7位ながら、50週チャートインするロングヒットになった。
また、第48回グラミー賞最多の8部門ノミネートを始め、多くの音楽賞で賞を獲得した。
アメリカでは、2005年11月15日に新曲やDVDを加えた『Ultra Platinum Edition』が発売された（日本では2006年1月18日に国内盤『MIMI～プラチナ・エディション』を発売）。
『ローリング・ストーン』誌が選んだ「歴代最高のアルバム500選」において389位に選ばれている。

## シングル
1. イッツ・ライク・ザット（Its' Like That）
2005年1月7日発売。Billboard Hot 100（全米シングルチャート） 最高16位。マライアにとって久々のトップ20ヒットとなった。
2. ウィ・ビロング・トゥゲザー（We Belong Together）
2005年3月29日発売。Billboard Hot 100 通算14週1位という歴代2位の記録を打ち立てた（歴代1位は、マライアの「One Sweet Day」の16週）。2005年の全米年間シングルチャートで1位を獲得し、シングル・アルバム両方で年間1位の快挙となった。2009年12月には、米ビルボードによる2000年代（過去10年間）のランキングでも1位となり、2000年代の最大のヒット曲に認定されている。
3. シェイク・イット・オフ（Shake It Off）
2005年7月12日発売。Billboard Hot 100 6週連続2位（この時の1位は「We Belong Together」）。
4. ゲット・ユア・ナンバー（Get Your Number）
2005年10月3日発売。「Shake It Off」との両A面シングルとして、ヨーロッパなどでリリースされた。ジャーメイン・デュプリをフィーチャリングしている。
5. ドント・フォゲット・アバウト・アス（Don't Forget About Us） - 『Ultra Platinum Edition』からのシングル
2005年12月12日発売。Billboard Hot 100 2週連続1位。「We Belong Together」と合わせて、2005年にシングルで唯一2曲以上の1位を獲得したアーティストとなった。
6. セイ・サムシン（Say Somethin'）
2006年4月3日発売。Billboard Hot 100 最高79位。スヌープ・ドッグをフィーチャリングしている。

- プロモーション・シングル

1. フライ・ライク・ア・バード（Fly Like a Bird）
2006年2月19日発売のプロモーション・シングル。本作からのシングルで、唯一ミュージック・ビデオが制作されていない。

## 曲目リスト
| #   | タイトル                                                 | 作詞・作曲 | プロデューサー                               | 時間 |
| --- | -------------------------------------------------------- | --- | -------------------------------------------- | ---- |
| 1.  | 「イッツ・ライク・ザット」                               | マライア・キャリー、ジャーメイン・デュプリ、マニュエル・シール、ジョンタ・オースティン                                                                               | デュプリ、キャリー、シール (co.)             | 3:23 |
| 2.  | 「ウィ・ビロング・トゥゲザー」                           | キャリー、デュプリ、シール、オースティン、ダーネル・ブリストル、ケネス・エドモンズ、シドニー・ドウェイン、ボビー・ウーマック、パトリック・モートン、サンドラ・サリー | デュプリ、キャリー、シール (co.)             | 3:21 |
| 3.  | 「シェイク・イット・オフ」                               | キャリー、デュプリ、ブライアン・マイケル・コックス、オースティン | デュプリ、キャリー、コックス (co.)           | 3:52 |
| 4.  | 「マイン・アゲイン」                                     | キャリー、ジェームス・ポイザー | ポイザー、キャリー                           | 4:01 |
| 5.  | 「セイ・サムシン」(feat. スヌープ・ドッグ)               | キャリー、ファレル・ウィリアムス、チャド・ヒューゴ、カルバン・ブローダス                                                                                             | ザ・ネプチューンズ                           | 3:44 |
| 6.  | 「ステイ・ザ・ナイト」                                   | キャリー、カニエ・ウェスト、トム・ベル、リンダ・クリード | ウェスト、キャリー                           | 3:57 |
| 7.  | 「ゲット・ユア・ナンバー」(feat. ジャーメイン・デュプリ) | キャリー、デュプリ、ジェームス・フィリップス、コックス、オースティン、スティーブ・ジョリー、トニー・スウェイン、レスリー・ジョン、アシュリー・イングラム             | デュプリ、キャリー、LRoc (co.)               | 3:15 |
| 8.  | 「ワン・アンド・オンリー」(feat. トゥイスタ)             | キャリー、サミュエル・リンドリー、カール・ミッチェル | ザ・レジェンダリー・トラックスター、キャリー | 3:14 |
| 9.  | 「サークルズ」                                           | キャリー、ジェームス・"ビッグ・ジム"・ライト | キャリー、ライト                             | 3:30 |
| 10. | 「ユア・ガール」                                         | キャリー、マーク・シェメル | スクラム・ジョーンズ、キャリー               | 2:46 |
| 11. | 「アイ・ウィッシュ・ユー・ニュー」                       | キャリー、ライト | キャリー、ライト                             | 3:34 |
| 12. | 「トゥ・ザ・フロアー」(feat. ネリー)                     | キャリー、ウィリアムス、ヒューゴ、コーネル・ハインズ | ザ・ネプチューンズ                           | 3:27 |
| 13. | 「ジョイ・ライド」                                       | キャリー、ジェフリー・グリア | ヤング・ジーニアス、キャリー                 | 4:03 |
| 14. | 「フライ・ライク・ア・バード」                           | キャリー、ライト | キャリー、ライト                             | 3:52 |
| 15. | 「スプラング」(日本盤・イギリス盤ボーナストラック)       | キャリー、グローリア・ジョーンズ、パメラ・ソーヤー | キャリー、マホガニー・ミュージック           | 3:26 |
| 16. | 「シークレットラヴ」(日本盤ボーナストラック)             | キャリー、カシーム・ディーン | キャリー、スウィズ・ビーツ                   | 3:09 |

| #   | タイトル                                                                                           | 作詞・作曲 | プロデューサー               | 時間 |
| --- | -------------------------------------------------------------------------------------------------- | --- | ---------------------------- | ---- |
| 17. | 「ドント・フォゲット・アバウト・アス」                                                             | キャリー、デュプリ、コックス、オースティン | キャリー、デュプリ、コックス | 3:53 |
| 18. | 「メイキン・イット・ラスト・オール・ナイト(ホワット・イット・ドゥ)」(feat. ジャーメイン・デュプリ) | キャリー、ジェロッド・アルストン、オースティン、コックス                                                                                                   | キャリー、デュプリ           | 3:51 |
| 19. | 「ソー・ロンリー(ワン・アンド・オンリー・パート2)」(feat. トゥイスタ)                              | キャリー、ロドニー・ジャーキンズ、マケバ・リディック、アドニス・シュロップシア、カール・ミッチェル                                                         | キャリー、ダークチャイルド   | 3:53 |
| 20. | 「ウィ・ビロング・トゥゲザー・リミックス」(feat. ジェイダキス and スタイルズ・P.)                  | キャリー、デュプリ、シール、オースティン、エドモンズ、ブリストル、ドウェイン、ウーマック、モートン、サリー、ジェイソン・フリップス、デヴィッド・スタイルズ | キャリー、DJ・クルー         | 4:25 |

| #  | タイトル                                                    | 作詞 | 作曲・編曲 |
| -- | ----------------------------------------------------------- | ---- | ---------- |
| 1. | 「イッツ・ライク・ザット」(ミュージック･ビデオ)             |      |            |
| 2. | 「ウィ・ビロング・トゥゲザー」(ミュージック･ビデオ)         |      |            |
| 3. | 「シェイク・イット・オフ」(ミュージック･ビデオ)             |      |            |
| 4. | 「ゲット・ユア・ナンバー」(ミュージック･ビデオ)             |      |            |
| 5. | 「ドント・フォゲット・アバウト・アス」(ミュージック･ビデオ) |      |            |
| 6. | 「スペシャル･インタヴュー」                                 |      |            |

## チャート成績
| チャート（2005年）               | 最高順位 |
| -------------------------------- | -------- |
| アメリカ（Billboard Hot 100）    | 1        |
| イギリス（全英アルバムチャート） | 7        |

## 参照
1. ↑  “Mariah Carey - Chart history”.  ビルボード. 2016年6月17日閲覧。
2. ↑  “「MIMI」 マライア・キャリー│オリコン芸能人事典-ORICON STYLE”.  オリコン. 2016年6月17日閲覧。
3. 1 2  “Mariah Carey”. Billboard. 2023年1月19日閲覧。
4. 1 2  “Mariah Carey｜full Official Chart History”.   Official Charts. 2023年1月19日閲覧。
5. ↑  “The 500 Greatest Albums of All Time” (英語). Rolling Stone (2020年9月22日). 2021年12月28日閲覧。